# 黄飞立
黄飞立（1917年6月17日—2017年2月20日），男，广东番禺人，中国指挥家、音乐教育家，中国指挥学奠基人之一，中央音乐学院指挥系原主任。
其夫人赵方幸（1923年－2012年）也是音乐教育家，长期从事视唱练耳教学，长子黄安伦为作曲家。

## 生平
黄飞立1917年生于番禺县一个基督徒家庭，父亲黄友敢曾在孫中山政府任专员、秘书等职，也曾担任教会杂志编辑；母亲王素波曾留日打工学医，回国结婚后曾在广州培正女子学校任教务主任。20世纪20年代，黄飞立举家迁往上海，姐弟五人后来均从事音乐相关职业。
黄飞立幼年时经常随父母前往教堂，听唱诗班唱歌，亦接触过口琴、二胡等乐器，小学时参加学校童子军的军乐团，跟随音乐教师张亦庵学习短笛、军号，10岁前已能看懂五线谱，后成为童子军乐队的队长。黄飞立10岁时一度想学习长笛，恰逢其在广东开设琴行的舅舅到上海办货，黄飞立希望和舅舅一同去办货的父亲在琴行购置长笛，但黄父在阴差阳错之间购置了一把小提琴，黄飞立由此开始向张亦庵学习小提琴，在能拉出一些简单曲调后又跟随姐姐所在学校的老师潘伯岩学琴，一年有余后又被介绍给潘伯岩的老师、时任上海工部局乐队副首席、上海白俄提琴家盖索夫斯基（R.B. Gerzovsky）。
黄飞立在中学时进入沪江大学管弦乐队，是当时队内唯一的中学生。1937年，黄飞立从沪江大学附中毕业后进入沪江大学生物系就读，但在淞沪会战后家庭陷入困难，只得在基督教会圣乐团演奏小提琴以补贴家用，也曾从事电影配乐录音工作、为他人教授小提琴，后来亦在圣乐团担任指挥。
1942年，黄飞立准备前往重庆，但原计划路线大多被日军飞机炸毁，只得绕道，1943年春季到达福建的战时省会永安，获国立福建音乐专科学校校长卢前、教务主任繆天瑞挽留，开始在福建音专担任讲师，教授小提琴、视唱练耳、合唱，也担任合奏、室内乐的指挥工作。
1945年初，黄飞立辞职离开福建音专，1945年9月回到广州，在广州基督教青年会担任群育主任干事，主持以音乐为主的群众文化活动，更使得基督教青年会成为当时广州音乐活动的中心。二战结束后，美国成为西方音乐文化的中心，弃医从乐的黄飞立在基督教青年会萌生了赴美深造的想法，委托一名被派到耶鲁大学神学院进修的王姓干事将自己希望到耶鲁音乐学院进修的申请书以及自己过往演出的文字资料、图片资料和节目单带到耶鲁音乐学院，同时在申请书中请求获得该校奖学金。1946年，耶鲁音乐学院院长复信黄飞立，决定将其录取，但第一年只能发放100美元的奖学金。鉴于当时100美元显然不足以支撑在美国一年的生活，黄飞立给院长回信申请延迟一年报到。当时，黄飞立的老友、抗战胜利后由重庆转赴香港的章彦在新成立的永華影業公司担任音乐部主任，邀请黄飞立去组建为电影录音的乐队，黄飞立遂赴港任职，其后将每月600港币的工资积攒下来，并多次举行独奏会，再通过向亲友借钱筹款等方式筹措了留学的费用，1948年到耶鲁大学报到。在耶鲁期间，黄飞立原本只想花一两年系统进修几门课程，但在当时的指导教师建议下，黄飞立开始修读理论作曲专业的学位，此举亦可争取更多奖学金。随后，黄飞立开始跟随保羅·欣德米特学习，同时也在耶鲁大学远东语言研究所担任助教，教美国学生学习粤语。
1951年，用三年时间修完四年课程并获得音乐学士学位的黄飞立收到中央音乐学院首任院长马思聪的邀请，向欣德米特辞行后乘船回到广州，转赴当时位于天津的中央音乐学院担任作曲系副教授，其后任管弦系主任，也曾担任中央音乐学院合唱团指挥，1956年在副院长吕骥建议下担任新成立的指挥系主任，并一直担任到1987年退休。1957年，黄飞立在苏联专家巴拉绍夫回国后担任了指挥系大部分的专业教学任务，20世纪60年代曾因所谓“收听敌台”而被错误批判为“特嫌”分子，文化大革命结束后被平反，遂开始重建指挥系，并开始训练北京歌舞团乐队。
1988年，退休不久的黄飞立与北京市教育局局长陶西平一同在北京101中学创立北京市中学生金帆交响乐团。1990年，黄飞立被任命为北京市教育局艺术教育委员会顾问。2000年代初期，黄飞立与夫人赵方幸由广安门南线阁迁居天通西苑。黄飞立夫人赵方幸2012年10月18日逝世，黄飞立于2017年2月20日下午5时许在北京家中逝世，而黄飞立伉俪的告别仪式均播放了黄飞立长子黄安伦所作的安魂曲。